# Яйлоян, Екатерина Минасовна
Екатерина Минасовна Яйлоян (девичья фамилия Чекучян, 1917—2006) — советский работник сельского хозяйства, Герой Социалистического Труда.

## Биография
Родилась 15 апреля 1917 года в станице Крымской Кубанской области Российской империи, ныне город Крымск Краснодарского края, в крестьянской семье. Армянка (урождённая Чекучьян).
В 1930 году семья переехала в станицу Раевскую, ныне в черте города Новороссийска. Здесь Екатерина начала свою трудовую деятельность рабочей бригады виноградарей в колхозе «Красный колос». Вскоре вышла замуж, но муж погиб на фронте Великой Отечественной войны. Всю свою последующую жизнь она посвятила работе. Трудилась в колхозе «Знамя коммуны» Верхнебаканского района. В 1948 году звено под её руководством собрало высокий урожай винограда: на площади в три гектара было собрано 90,3 центнера винограда.
Указом Президиума Верховного Совета СССР от 13 августа 1949 года за получение высокого урожая винограда Яйлоян Екатерине Минасовне было присвоено звание Героя Социалистического Труда с вручением ордена Ленина и золотой медали «Серп и Молот».
Екатерина Минасовна продолжала трудиться в родном колхозе, стала членом КПСС. В 1960-х годах вышла замуж за и переехала в село Гай-Кодзор Анапского района, где продолжила трудиться звеньевой виноградарской бригады. В 1965 году за трудовые успехи она была премирована автомобилем «Москвич». Выйдя на пенсию, продолжала работать до достижения 80 лет.
Затем находилась на пенсии, проживала в селе Гай-Кодзор. Умерла 8 октября 2006 года и была похоронена на верхнем кладбище села.
Е. М. Яйлоян также награждена вторым орденом Ленина (1950) и медалями.